# Ischnocnema abdita
Ischnocnema abdita es una especie de anfibio anuro de la familia Brachycephalidae.

## Distribución geográfica
Esta especie es endémica de Espírito Santo en Brasil. Se encuentra en Santa Teresa, Cariacica y Mimoso do Sul.

## Descripción
Los machos miden de 15 a 16 mm.

## Publicación original
- Canedo & Pimenta, 2010 : New Species of Ischnocnema (Anura: Brachycephalidae) from the Atlantic Rainforest of the State of Espírito Santo, Brazil. South American Journal of Herpetology, vol. 5, n.º 3, p. 199-206.[3]